# Ånggenerator

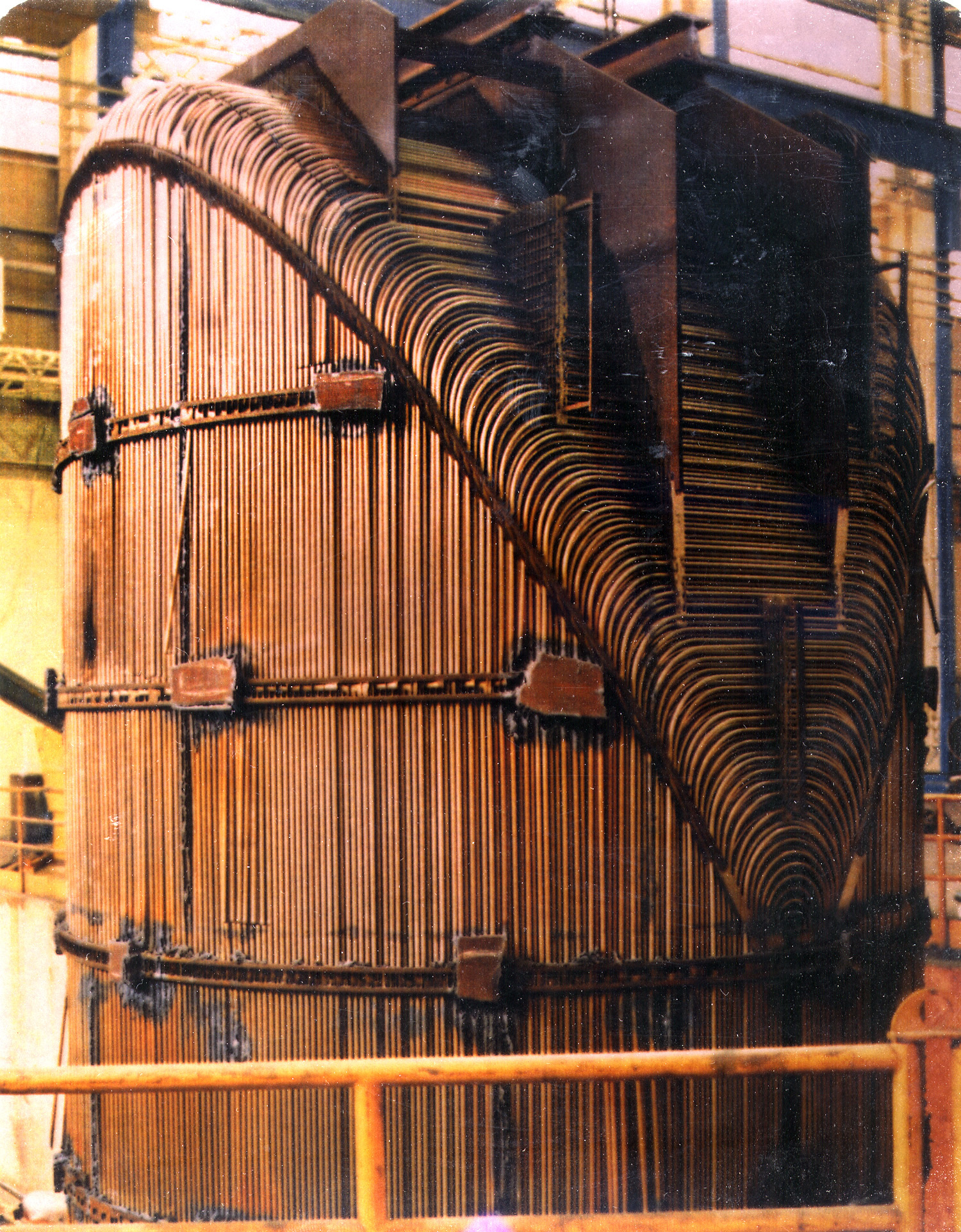
Ånggenerator i ett kärnkraftverk

En ånggenerator är en anordning i ett värmekraftverk som används för att omvandla vatten till vattenånga från värme som produceras i kraftverket. Ånggeneratorn är alltså en värmeväxlare, som överför processvärme till vattenånga utan att vattnet och vattenångan kommer i direkt kontakt med den primära processen.
I förbränningskraftverk är processvärmen i form av heta rökgaser från pannan som leds till ånggeneratorns primärsida.
I kärnkraftverk av typen tryckvattenreaktor är processvärmen i form av radioaktivt hetvatten under högt tryck som leds till ånggeneratorns primärsida. Vattnet på sekundärsidan fås att koka utan att komma i direkt kontakt med primärsidan, och ångan leds till en turbinanläggning utan att bära med sig någon radioaktivitet.
Ånggeneratorer i kommersiella kärnkraftverk kan vara över 20 meter höga och väga över 300 ton.
I kärnkraftverk av typen kokvattenreaktor har man inga ånggeneratorer, utan ångan produceras inuti reaktortanken och leds därifrån direkt till en turbinanläggning. Genom att ångan kommer från reaktorhärden bär den med sig radioaktivitet som ger viss strålning i och omkring turbinanläggningen.